# Antonina Ryzhova
Pour les articles homonymes, voir Ryjova.
Antonina Ryzhova (en russe : Антонина Алексеевна Рыжова, Antonina Alekseïevna Ryjova), née le 5 juillet 1934 à Moscou et morte le 1er mai 2020, est une joueuse de volley-ball soviétique.

## Palmarès
- Jeux olympiques
  -  Médaille d'argent en 1964 à Tokyo[2]
- Championnat du monde
  -  Médaille d'or en 1956 en France
  -  Médaille d'or en 1960 au Brésil
  -  Médaille d'argent en 1962 à Moscou
- Championnat d'Europe
  -  Médaille d'or en 1958 à Prague
  -  Médaille d'or en 1963 à Constanța
  -  Médaille d'argent en 1955 à Bucarest